# Vanda limbata
Vanda limbata Blume – gatunek rośliny z rodziny storczykowatych. Występuje na Jawie, Małych Wyspach Sundajskich oraz w Filipinach. Opisany został po raz pierwszy w 1849 roku przez niemieckiego botanika Carla Ludwiga Blumego. 

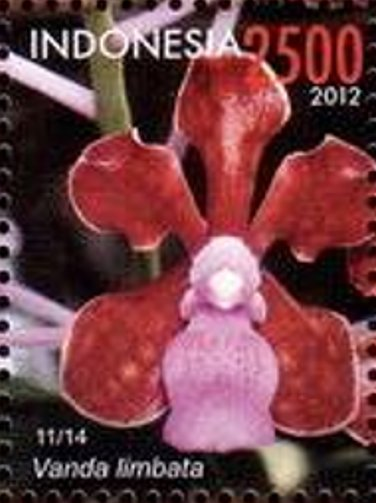
Indonezyjski znaczek z 2012 roku

Jest epifitem o wzroście monopodialnym, osiągającym do 45 cm wysokości. Liście podłużne, wygięte, jasnozielone i osiągają ok. 25 cm długości i 2,5 cm szerokości. Kwitnie latem. Na wzniesione szypule kwiatostanu rozwija się od 10 do 12 kwiatów, wydających woń kwitnącego cynamonowca. Kwiaty mają około 4 cm średnicy.

## Systematyka
Rodzaj sklasyfikowany do podplemienia Aeridinae w plemieniu Vandeae, podrodzina epidendronowe (‘’ Epidendroideae’’), rodzina storczykowate (Orchidaceae), rząd szparagowce (Asparagales) w obrębie roślin jednoliściennych.